# Grand Prix automobile du Portugal 1960
GP précédent GP suivant
Le Grand Prix du Portugal 1960 (IX Grande Prémio de Portugal), disputé dans la ville de Porto sur le circuit de Boavista le 14 août 1960, est la quatre-vingt-douzième épreuve du championnat du monde de Formule 1 courue depuis 1950 et la huitième manche du championnat 1960.

## Contexte avant la course

### Le championnat du monde
La saison 1960 est la septième et dernière disputée sous la réglementation à moteur 2500 cm3 atmosphérique ou 750 cm3 suralimenté. En deux ans la physionomie de la formule 1 a radicalement changé, le concept du moteur central arrière remis au goût du jour par Cooper s'étant rapidement imposé, se révélant parfaitement adapté aux monoplaces légères. Seule la Scuderia Ferrari, trop longtemps inconditionnelle du moteur avant, aligne encore des monoplaces classiques, son prototype à moteur arrière ayant été développé trop tardivement pour le championnat en cours. Les voitures rouges n'ont encore remporté aucune victoire depuis janvier, seule leur épreuve nationale qui empruntera le très contesté anneau de vitesse de Monza leur procurant un avantage sur leurs rivales britanniques.
Fiables, performantes et maniables, les Cooper dominent totalement les Grands Prix, notamment grâce à Jack Brabham, champion du monde 1959, bien parti pour conserver son titre cette année ; le pilote australien, fortement impliqué dans le développement et la mise au point de ses montures, vient en effet de remporter les quatre dernières courses et seul son coéquipier Bruce McLaren, intrinsèquement moins rapide, pourrait constituer une menace pour lui. Adversaire le plus redoutable de Brabham en début de saison, Stirling Moss a vu sa saison compromise à la suite d'un grave accident à Francorchamps, consécutif à un bris de direction de sa Lotus. Gravement touché aux jambes et à la colonne vertébrale, le champion anglais effectue sa rentrée au Portugal après seulement deux mois de convalescence. Accusant un retard de 21 points au championnat, il n'est pas totalement écarté de la course au titre, mais le probable boycott du Grand Prix d'Italie par les écuries britanniques (en protestation du choix du circuit) annihile toutes ses chances.

### Le circuit
Tracé dans les rues de Porto, le circuit urbain de Boavista fut inauguré en 1951 pour des courses de voitures de sport, et utilisé à cet effet jusqu'en 1955. En 1958, il accueillit pour la première fois une épreuve de vitesse, le Grand Prix du Portugal étant intégré au calendrier du championnat du monde des conducteurs. Sur ce circuit caractérisé par de nombreux virages serrés et un revêtement très inégal (alternance de secteurs pavés et de portions asphaltées, larges avenues comportant des rails de tramway), les dépassements s'avèrent particulièrement difficiles en dehors de la longue ligne droite empruntant l'Avenida da Boavista. Le record de la piste est depuis 1958 détenu par Mike Hawthorn, auteur en course d'un tour à 175 km/h de moyenne au volant de sa Ferrari.

## Monoplaces en lice
- Cooper T53 "Usine"

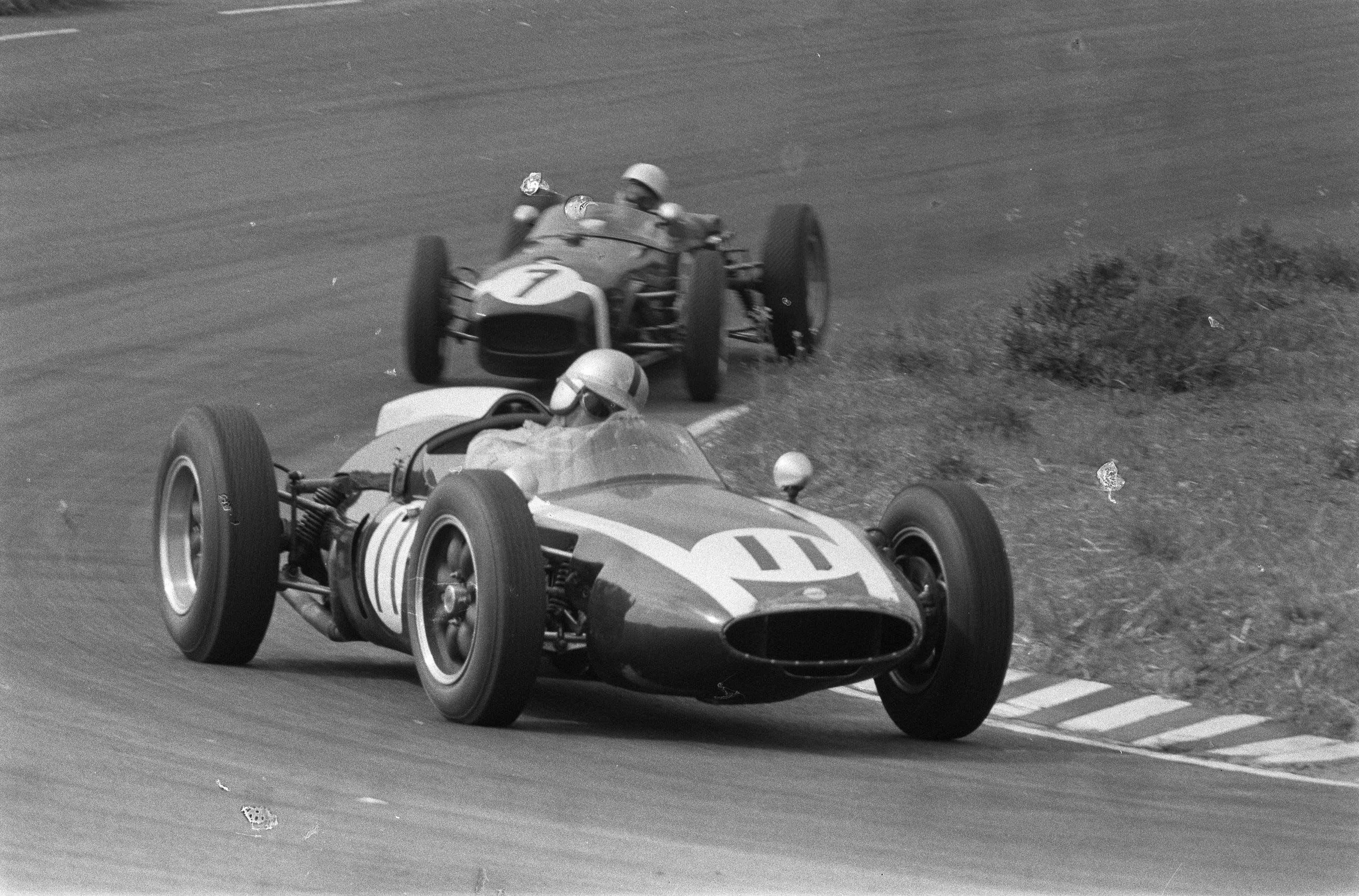
Le Grand Prix des Pays-Bas, premier d'une longue série de victoires pour Jack Brabham et sa Cooper T53 cette saison.

Bien que conçue en seulement quelques semaines à partir de la T51 sacrée l'année précédente, la T53 s'est d'emblée révélée la monoplace la plus homogène du plateau. Pesant 460 kg, elle a pour principaux atouts son agilité, sa tenue de route et sa facilité d'utilisation. Son moteur quatre cylindres Coventry Climax FPF placé en position centrale arrière s'avère plus souple que puissant, mais ses 243 chevaux suffisent néanmoins à entraîner l'aérodynamique Cooper à 290 km/h, la rendant également compétitive sur les circuits rapides. La T53 dispose d'une efficace boîte de vitesses à cinq rapports qui a avantageusement remplacé l'antique boîte quatre ERSA, point faible de la T51. John Cooper a engagé deux voitures pour Jack Brabham, en passe de conquérir un second titre mondial, et Bruce McLaren.
- Cooper T51 privées

Les monoplaces championnes en 1959 sont très prisées des écuries privées et peuvent encore prétendre aux places d'honneur cette saison, comme l'a à plusieurs reprises démontré l'équipe Yeoman Credit d'Alfred Moss, qui engage trois T51 à moteur Coventry Climax FPF pour Tony Brooks,  Olivier Gendebien et Henry Taylor. La Scuderia Centro Sud équipe quant à elle ses T51 de moteurs quatre cylindres Maserati (240 chevaux) ; la formation italienne a préparé deux voitures pour l'Américain Masten Gregory et le Portugais Mário Cabral.
- Ferrari Dino 246 "Usine"

Comme à Silverstone, la Scuderia Ferrari a engagé deux Dino 246 à moteur avant pour Phil Hill et Wolfgang von Trips. Ces monoplaces sont les plus puissantes du plateau (leur moteur V6 délivre plus de 290 chevaux), mais aussi les plus lourdes (600 kg). Peu à l'aise sur les circuits sinueux à cause de leur comportement sous-vireur, elles pourraient néanmoins tirer leur épingle du jeu sur le circuit de Porto, qui comporte une ligne droite de plus de deux kilomètres.
- BRM P48 "Usine"

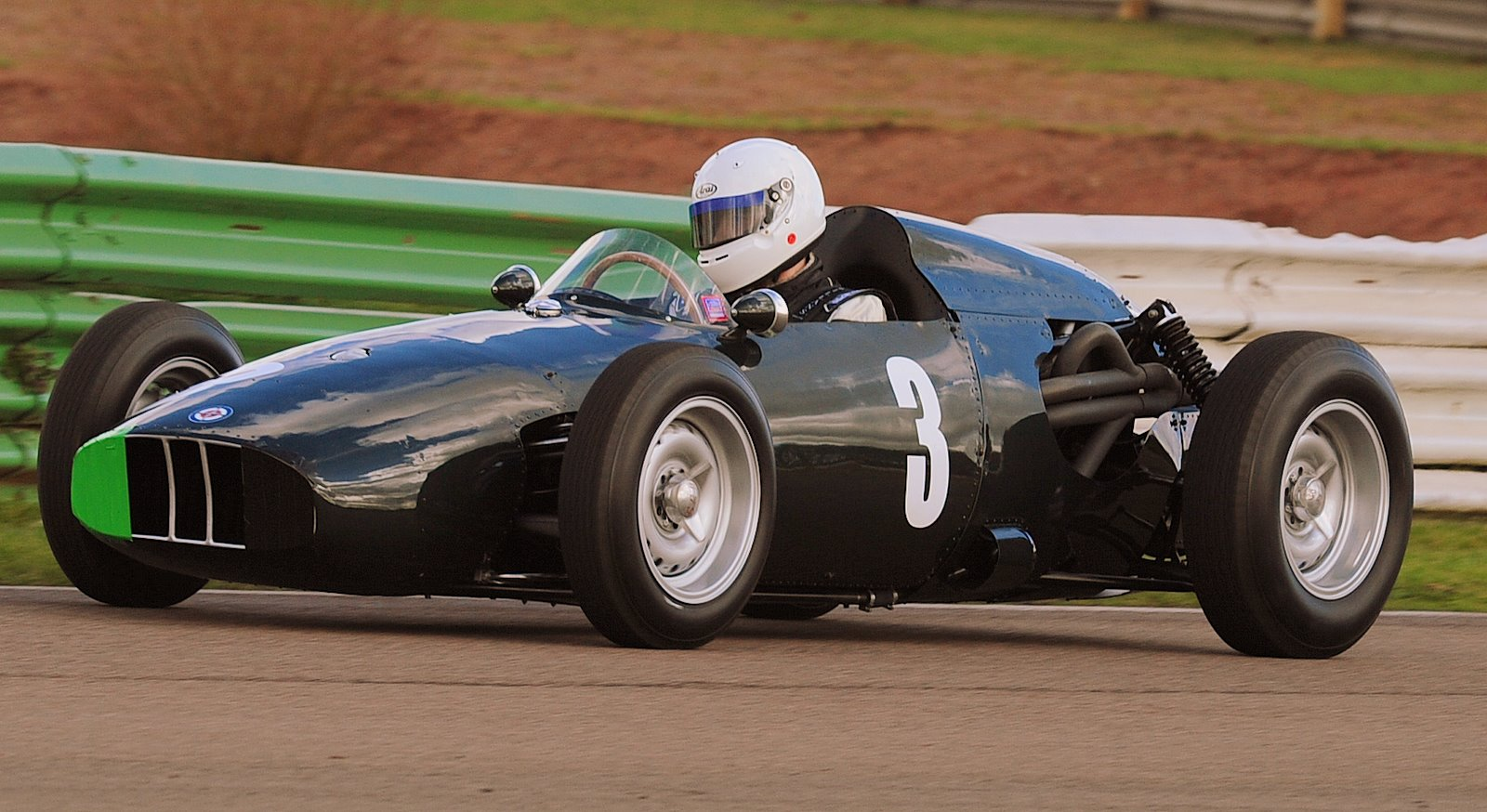
La BRM P48 (vue ici lors d'une course historique), rapide mais fragile.

Première monoplace à moteur central arrière réalisée par la marque de Bourne, la BRM P48 (550 kg, moteur quatre cylindres, 280 chevaux) s'est montrée performante au cours de la saison mais sa très mauvaise fiabilité et la fragilité de son frein arrière monté sur l'arbre l'ont privée de résultats tangibles. Joakim Bonnier, Dan Gurney et Graham Hill disposent de leurs montures habituelles pour cette course.
- Lotus 18 "Usine"

En adoptant la technologie du moteur central arrière, Colin Chapman a conçu une monoplace extrêmement compacte, utilisée en formule Junior, formule 2 et formule 1. Avec une hauteur hors tout n’excédant pas 67 centimètres, la Lotus 18 demande une position de conduite très allongée. Dans la catégorie reine, équipée du même moteur Climax FPF que les Cooper et d'une boîte de vitesses séquentielle à cinq rapports, elle ne pèse que 440 kg, bénéficiant de fait d'un rapport poids/puissance extrêmement favorable. Agile, quoique délicate à piloter, elle est très performante sur les tracés sinueux, mais sa vitesse de pointe est inférieure à celle de ses concurrentes, un handicap sur les circuits rapides. Chapman aligne la même équipe qu'en Grande-Bretagne, avec trois voitures confiées à Jim Clark, Innes Ireland et John Surtees. Rob Walker a engagé un modèle identique pour Stirling Moss, qui effectue sa rentrée deux mois après son accident de Francorchamps. Il s'agit d'un châssis neuf, le précédent ayant été alors totalement détruit.

## Coureurs inscrits
| no | Pilote             | Écurie                   | Constructeur | Modèle           | Moteur             | Pneumatiques |
| -- | ------------------ | ------------------------ | ------------ | ---------------- | ------------------ | ------------ |
| 2  | Jack Brabham       | Cooper Car Company       | Cooper       | Cooper T53       | Coventry Climax L4 | D            |
| 4  | Bruce McLaren      | Cooper Car Company       | Cooper       | Cooper T53       | Coventry Climax L4 | D            |
| 6  | Tony Brooks        | Yeoman Credit Bank       | Cooper       | Cooper T51       | Coventry Climax L4 | D            |
| 8  | Olivier Gendebien  | Yeoman Credit Bank       | Cooper       | Cooper T51       | Coventry Climax L4 | D            |
| 10 | Henry Taylor       | Yeoman Credit Bank       | Cooper       | Cooper T51       | Coventry Climax L4 | D            |
| 12 | Stirling Moss      | Rob Walker Racing Team   | Lotus        | Lotus 18         | Coventry Climax L4 | D            |
| 14 | Jim Clark          | Team Lotus               | Lotus        | Lotus 18         | Coventry Climax L4 | D            |
| 16 | Innes Ireland      | Team Lotus               | Lotus        | Lotus 18         | Coventry Climax L4 | D            |
| 18 | John Surtees       | Team Lotus               | Lotus        | Lotus 18         | Coventry Climax L4 | D            |
| 20 | Joakim Bonnier     | Owen Racing Organisation | BRM          | BRM P48          | BRM L4             | D            |
| 22 | Graham Hill        | Owen Racing Organisation | BRM          | BRM P48          | BRM L4             | D            |
| 24 | Dan Gurney         | Owen Racing Organisation | BRM          | BRM P48          | BRM L4             | D            |
| 26 | Phil Hill          | Scuderia Ferrari         | Ferrari      | Ferrari Dino 246 | Ferrari V6         | D            |
| 28 | Wolfgang von Trips | Scuderia Ferrari         | Ferrari      | Ferrari Dino 246 | Ferrari V6         | D            |
| 30 | Masten Gregory     | Scuderia Centro Sud      | Cooper       | Cooper T51       | Maserati L4        | D            |
| 32 | Mário Cabral       | Scuderia Centro Sud      | Cooper       | Cooper T51       | Maserati L4        | D            |

## Qualifications
Les séances qualificatives ont lieu le vendredi soir et le samedi après-midi, veille de la course. La première session est marquée par l'accident d' Henry Taylor, qui perd le contrôle de sa Cooper à l'entrée de la ligne droite, après seulement quelques tours. Sa voiture s'est retournée et est sérieusement endommagée, mais le jeune pilote britannique s'en tire avec des côtes fêlées, une épaule démise et des coupures superficielles. Au volant de sa Lotus, Stirling Moss démontre rapidement qu'il n'a rien perdu de ses moyens, effectuant son meilleur tour à près de 180 km/h de moyenne malgré le vent balayant la piste. Il est cependant battu d'une demi-seconde par Dan Gurney, très à l'aise sur ce circuit, qui a atteint 180,5 km/h de moyenne sur sa BRM. Jim Clark s'est montré le meilleur de l'équipe officielle Lotus, obtenant le troisième temps à seulement quelques centièmes de seconde de Moss. L'espoir écossais devance Jack Brabham, le champion du monde ayant surtout cherché à parfaire la mise au point de sa Cooper.
Le lendemain, le vent est tombé et la chaleur s'est installée. Voulant profiter des meilleures conditions, Clark part très vite mais dès son deuxième tour dérape dans un virage serré, part en tête-à-queue et heurte le trottoir ; sa voiture est projetée de l'autre côté de la piste, atterrissant dans les bottes de paille. Le pilote est indemne mais la Lotus semble irréparable pour la course. Colin Chapman n'admet cependant pas devoir perdre une prime de départ, et mobilise une bonne partie des mécaniciens de l’équipe pour effectuer des réparations de fortune, dans un garage de la ville. Sur la piste, la lutte est très serrée. Les temps de la veille sont nettement améliorés. Gurney fait à nouveau partie des plus rapides, face à John Surtees qui sur sa Lotus va se révéler son plus coriace adversaire. C’est ce dernier qui aura le dernier mot : profitant de l’aspiration de la BRM de Gurney dans la longue ligne droite, il parvient à le battre de sept centièmes de seconde, décrochant sa première pole position pour sa troisième apparition en championnat du monde. En fin de séance, Brabham réalise également un temps très rapide, à une demi-seconde de Surtees, délogeant Moss de l’extérieur de la première ligne. Malgré leur excellente vitesse de pointe, les Ferrari sont loin du rythme des meilleures, Wolfgang von Trips et Phil Hill étant relégués en quatrième ligne, à près de trois secondes des meilleurs. Malgré des conditions de piste nettement meilleures, ils ne sont pas parvenus à battre le temps réalisé la veille par Clark, qui prendra finalement le départ de la troisième ligne sur un châssis dont une grande partie va être ressoudée durant la nuit.

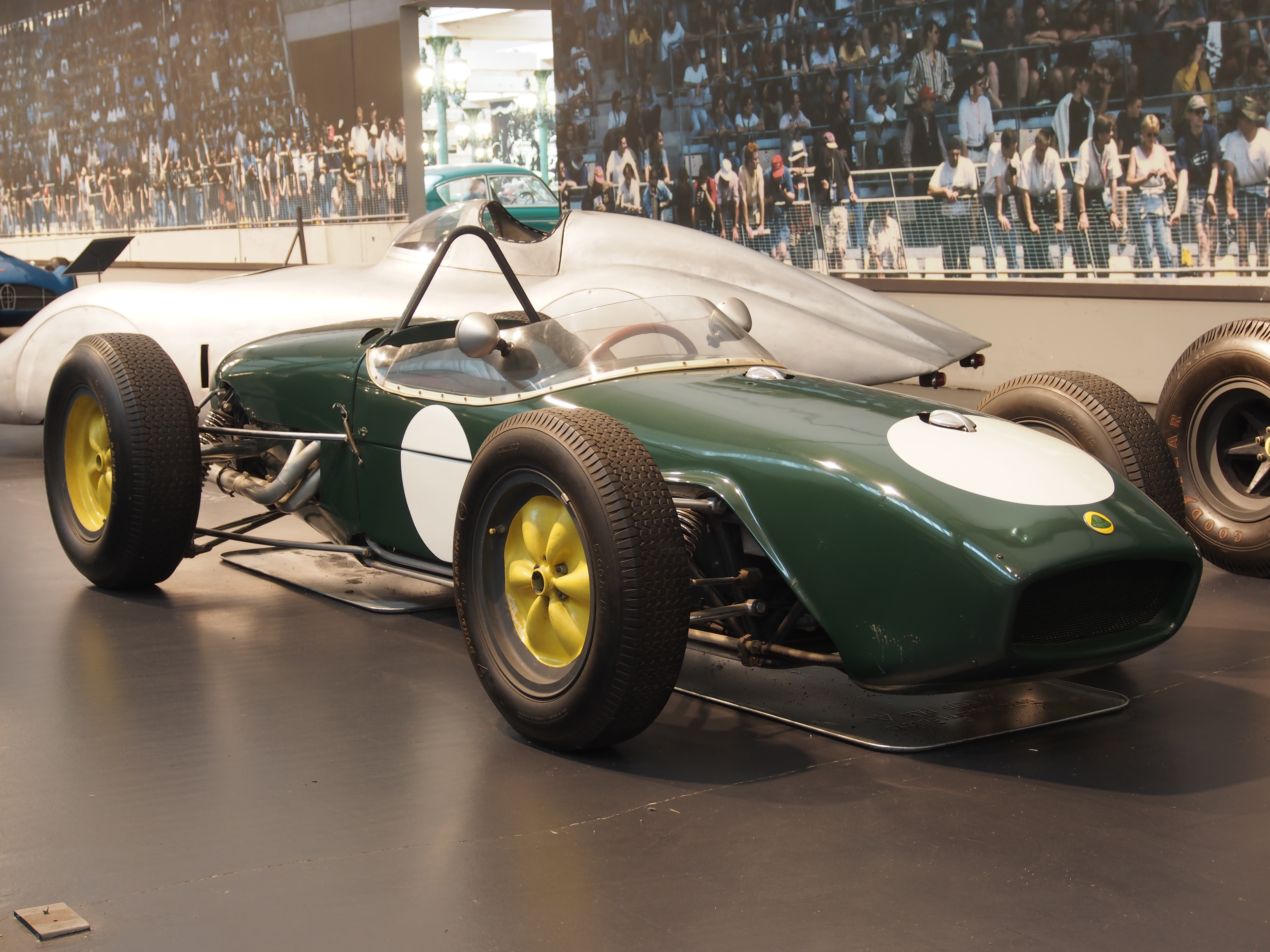
La Lotus 18 s'est révélée la plus rapide aux essais, avec John Surtees.

| Pos. | Pilote             | Écurie          | Temps          | Écart     |
| ---- | ------------------ | --------------- | -------------- | --------- |
| 1    | John Surtees       | Lotus-Climax    | 2 min 25 s 56  |           |
| 2    | Dan Gurney         | BRM             | 2 min 25 s 63  | + 0 s 07  |
| 3    | Jack Brabham       | Cooper-Climax   | 2 min 26 s 05  | + 0 s 49  |
| 4    | Stirling Moss      | Lotus-Climax    | 2 min 26 s 19  | + 0 s 63  |
| 5    | Graham Hill        | BRM             | 2 min 27 s 11  | + 1 s 55  |
| 6    | Bruce McLaren      | Cooper-Climax   | 2 min 27 s 44  | + 1 s 88  |
| 7    | Innes Ireland      | Lotus-Climax    | 2 min 27 s 52  | + 1 s 96  |
| 8    | Jim Clark          | Lotus-Climax    | 2 min 28 s 36  | + 2 s 80  |
| 9    | Wolfgang von Trips | Ferrari         | 2 min 28 s 40  | + 2 s 84  |
| 10   | Phil Hill          | Ferrari         | 2 min 28 s 42  | + 2 s 86  |
| 11   | Masten Gregory     | Cooper-Maserati | 2 min 29 s 16  | + 3 s 60  |
| 12   | Tony Brooks        | Cooper-Climax   | 2 min 32 s 12  | + 6 s 56  |
| 13   | Joakim Bonnier     | BRM             | 2 min 33 s 34  | + 7 s 78  |
| 14   | Olivier Gendebien  | Cooper-Climax   | 2 min 33 s 73  | + 8 s 17  |
| 15   | Mário Cabral       | Cooper-Maserati | 2 min 35 s 85  | + 10 s 29 |
| 16   | Henry Taylor       | Cooper-Climax   | non communiqué |           |

## Grille de départ du Grand Prix
| 1re ligne | Pos. 1                       |                                | Pos. 2                      |                               | Pos. 3                       |
|           | Surtees Lotus 2 min 25 s 56  |                                | Gurney BRM 2 min 25 s 63    |                               | Brabham Cooper 2 min 26 s 05 |
| 2e ligne  |                              | Pos. 4                         |                             | Pos. 5                        |                              |
|           |                              | Moss Lotus 2 min 26 s 19       |                             | G. Hill BRM 2 min 27 s 11     |                              |
| 3e ligne  | Pos. 6                       |                                | Pos. 7                      |                               | Pos. 8                       |
|           | McLaren Cooper 2 min 27 s 44 |                                | Ireland Lotus 2 min 27 s 52 |                               | Clark Lotus 2 min 28 s 36    |
| 4e ligne  |                              | Pos. 9                         |                             | Pos. 10                       |                              |
|           |                              | Trips Ferrari 2 min 28 s 40    |                             | P. Hill Ferrari 2 min 28 s 42 |                              |
| 5e ligne  | Pos. 11                      |                                | Pos. 12                     |                               | Pos. 13                      |
|           | Gregory Cooper 2 min 29 s 16 |                                | Brooks Cooper 2 min 32 s 12 |                               | Bonnier BRM 2 min 33 s 34    |
| 6e ligne  |                              | Pos. 14                        |                             | Pos. 15                       |                              |
|           |                              | Gendebien Cooper 2 min 33 s 73 |                             | Cabral Cooper 2 min 35 s 85   |                              |

## Déroulement de la course

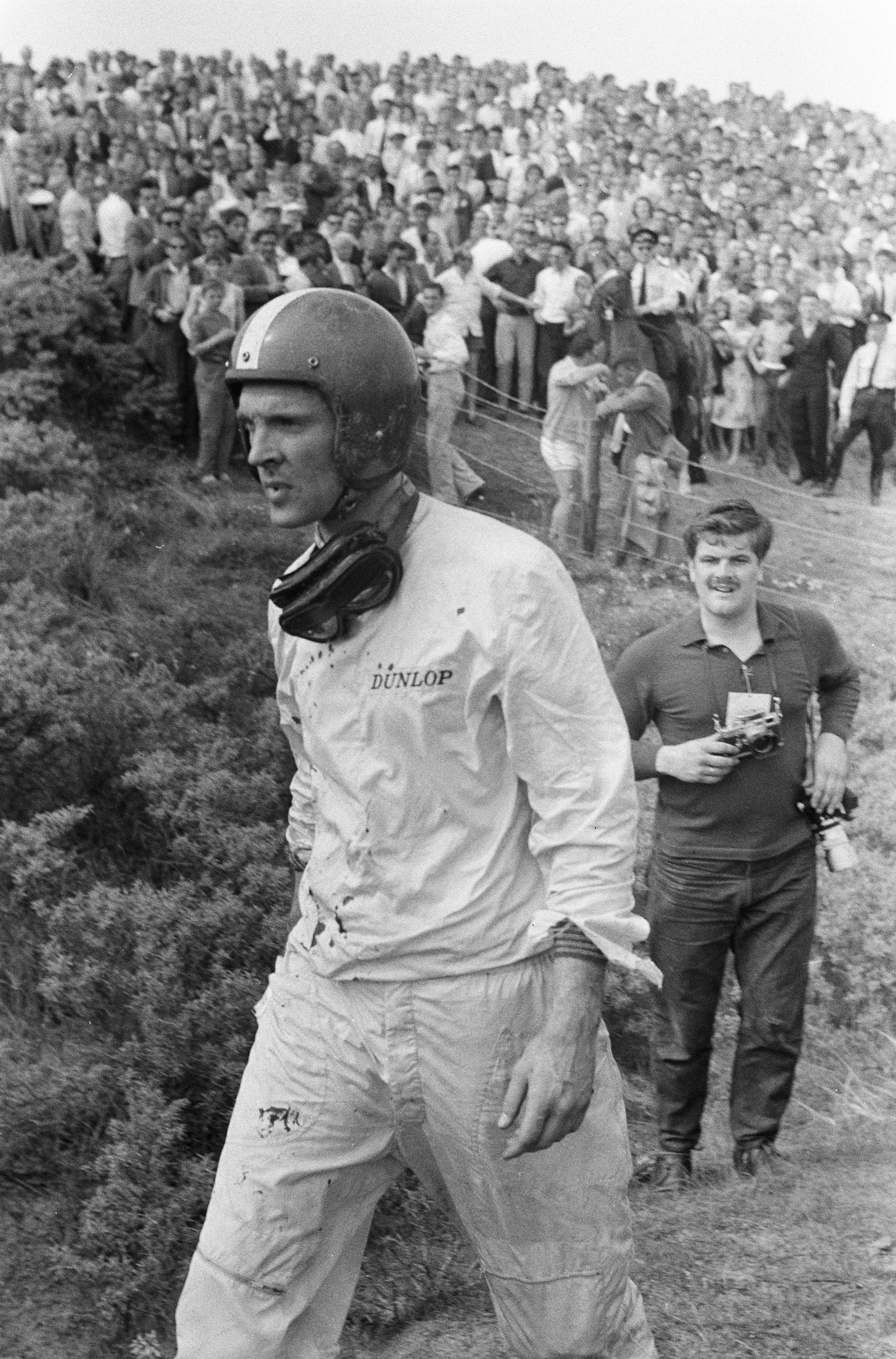
Dan Gurney (vu ici à Zandvoort en juin 1960) a dominé le début de course avant d'être une nouvelle fois trahi par sa mécanique.

Il fait très chaud le dimanche après-midi lors du départ, donné devant cinquante mille spectateurs. Le directeur de course tardant à abaisser son drapeau, les concurrents des premières lignes anticipent le départ, tant et si bien que toutes les voitures roulent déjà à 50 km/h lorsque le signal est effectivement donné. Jack Brabham parvient à déborder par l'extérieur la Lotus de John Surtees et la BRM de Dan Gurney (pourtant très bien parti), plaçant sa Cooper en tête dans la longue ligne droite. Gurney parvient néanmoins à repasser le pilote australien au freinage. L'Américain conserve l'avantage dans la partie sinueuse du circuit et repasse le premier devant les stands, juste devant Brabham, lui-même talonné par les Lotus de Stirling Moss, John Surtees et Innes Ireland. Le reste du peloton est déjà légèrement détaché. Il y manque Wolfgang von Trips, qui a freiné bien trop tard au bout de la grande ligne droite et heurté les bottes de paille, cabossant le nez de sa Ferrari. Le pilote allemand parviendra néanmoins à reprendre la course, bon dernier, avec près de deux minutes de retard. Dès le début du second tour, Ireland est ralenti par des problèmes d'arrivée d'essence et se fait déborder de toutes parts. Dans la montée de l'avenue du Dr. Guimarães, Brabham tente de redoubler Gurney mais glisse sur les rails de tramway et ne peut négocier correctement le virage à gauche ; il tire tout droit avant de reprendre la piste en huitième position, Moss, Surtees, Phil Hill (Ferrari), Graham Hill et Joakim Bonnier (BRM), ainsi que son coéquipier Bruce McLaren étant passés entre-temps. En tête, Gurney a désormais deux secondes d'avance sur Moss et Surtees. Ce dernier va prendre l'avantage sur son compatriote au tour suivant, sans toutefois parvenir à revenir sur la BRM de tête, qui creuse l'écart au rythme d'une seconde au tour. Au cinquième passage devant les stands, Gurney a porté son avance sur Surtees et Moss à cinq secondes. Phil Hill et Graham Hill sont plus loin, en passe d'être rejoints par Brabham, qui vient de passer McLaren, tandis que Bonnier est retardé par des problèmes de moteur et va abandonner peu après. 
C’est alors que l'avance de Gurney commence à s'amenuiser. Ce sont maintenant Surtees et Moss qui lui reprennent une seconde au tour. Au dixième passage, alors que Graham Hill vient d'abandonner, boîte de vitesses cassée, l'écart est presque comblé ; de plus, le moteur de la BRM laisse échapper de l'huile. Une projection sur les pneus arrière va provoquer une perte de contrôle du pilote américain, qui part aussitôt en tête-à-queue. Il parvient à repartir, mais a chuté à la cinquième place. Surtees est maintenant en tête, Moss toujours dans ses roues. Troisième, Phil Hill compte une dizaine secondes de retard et a fort à faire pour empêcher Brabham de revenir sur lui. Gurney, quant à lui, perd de plus en plus de terrain et se fait bientôt dépasser par McLaren. Jusqu'au vingtième tour, Moss va tenter de déborder Surtees, mais ce dernier résiste superbement. Le duel entre les deux hommes s'interrompt lorsque le moteur de Moss commence à avoir des ratés, à cause d'un allumage défectueux. Plusieurs arrêts au stand seront nécessaires avant que le mal ne soit réparé, le champion britannique perdant plusieurs tours et toute chance de bien figurer. Surtees compte maintenant près de quinze secondes d'avance sur Phil Hill et Brabham qui se disputent âprement la seconde place. McLaren est quatrième, à bonne distance des premiers, avec cependant une marge confortable sur Gurney dont le moteur faiblit et qui ne va pas tarder à renoncer.
Au vingt-cinquième tour, Brabham parvient à dépasser Phil Hill, s'emparant de la seconde place, mais au suivant, grâce à la puissance de son moteur l'Américain le repasse dans la ligne droite. Les deux hommes comptent alors une vingtaine de secondes de retard sur Surtees, confortablement installé en tête. L'abandon de Gurney permet à Tony Brooks d'accéder à la cinquième place, malgré le relatif manque de performance de sa Cooper privée sur ce circuit. Il précède un étonnant Jim Clark (dont la Lotus partiellement détruite la veille a été rafistolée durant la nuit dans le seul but de bénéficier de la prime de départ), qui dans un style particulièrement coulé parvient à s’accommoder d'un châssis tordu et d'une colonne de direction redressée tant bien que mal. Phil Hill parvient à se maintenir devant Brabham jusqu'au début du vingt-neuvième tour, mais, embrayage fatigué, il loupe un changement de vitesses lors d'un freinage, heurte les bottes de pailles et un trottoir ; le pilote américain rentre au stand pour abandonner. Brabham retrouve la seconde place, à moins de vingt secondes de Surtees qui, malgré la gêne occasionnée par de l'essence suintant sur ses pieds, maintient un rythme très élevé. Le champion motocycliste est alors en pleine bagarre avec Moss, qui compte pourtant deux tours de retard. Les deux pilotes britanniques battent à tour de rôle le record de la piste, qui échoit finalement à Surtees au trente-troisième tour, à 180,7 km/h de moyenne. Il a porté son avance sur Brabham à plus de vingt-cinq secondes mais trois rondes plus tard il perd la tête de la course : en abordant la partie sinueuse du circuit, son pied trempé de carburant a glissé de la pédale de freins, et la Lotus a touché le trottoir et heurté les bottes de paille. Le pilote Lotus est reparti quelques secondes derrière Brabham, bien décidé à reprendre le commandement, mais quelques kilomètres plus loin il achève sa course dans un nuage de fumée, le radiateur n'ayant pas résisté au choc.
Brabham se retrouve en tête avec plus d'une minute d'avance sur son coéquipier McLaren. Brooks ayant été retardé, c'est désormais Clark, à la surprise générale, qui occupe la troisième place sur une Lotus en passe de lâcher à tout moment, juste devant la Ferrari de Trips, auteur d'une belle remontée. Le champion du monde peut désormais lever le pied, il va facilement contrôler la course jusqu'à l'arrivée, remportant une cinquième victoire consécutive qui lui assure pratiquement un second titre mondial. Second, McLaren assure le doublé pour Cooper, tandis que Clark, sur sa voiture blessée, est parvenu à préserver jusqu'au bout sa troisième place, devant Trips. Bien qu'attardé, Moss s'acheminait vers la cinquième place, mais à quelques tours de l'arrivée un tête-à-queue dû à un blocage de freins a fait caler son moteur ; profitant de la pente pour redémarrer avant de faire demi-tour pour reprendre sa course, il a été aussitôt disqualifié pour avoir roulé à contre-sens. 

### Classements intermédiaires
Classements intermédiaires des monoplaces aux premier, troisième, cinquième, dixième, quinzième, vingtième, vingt-cinquième, trentième, quarantième et cinquantième tours.

### Classement de la course

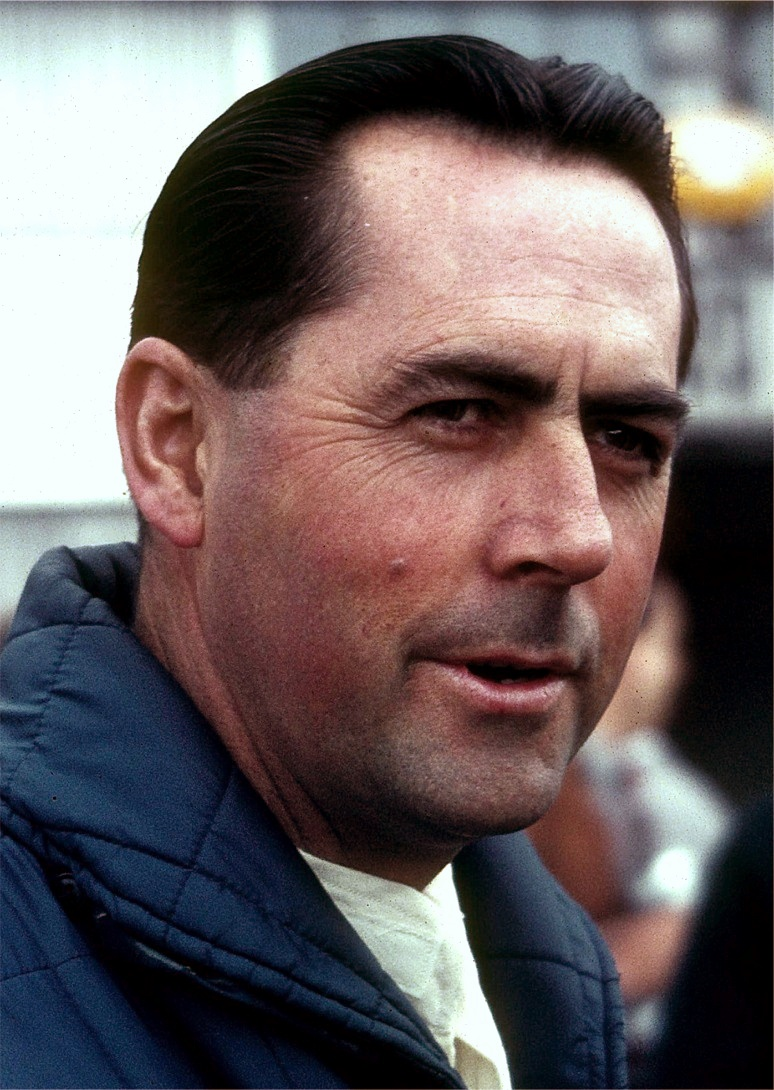
Cinquième victoire de rang pour Jack Brabham, et second titre consécutif.

| Pos  | No | Pilote                 | Écurie          | Tours | Temps/Abandon                        | Grille | Points |
| ---- | -- | ---------------------- | --------------- | ----- | ------------------------------------ | ------ | ------ |
| 1    | 2  | Jack Brabham           | Cooper-Climax   | 55    | 2 h 19 min 00 s 03                   | 3      | 8      |
| 2    | 4  | Bruce McLaren          | Cooper-Climax   | 55    | 2 h 19 min 58 s 00 (+ 57 s 97)       | 6      | 6      |
| 3    | 14 | Jim Clark              | Lotus-Climax    | 55    | 2 h 20 min 53 s 26 (+ 1 min 53 s 23) | 8      | 4      |
| 4    | 28 | Wolfgang von Trips     | Ferrari         | 55    | 2 h 20 min 58 s 84 (+ 1 min 58 s 81) | 9      | 3      |
| 5    | 6  | Tony Brooks            | Cooper-Climax   | 49    | 2 h 19 min 17 s 01 (+ 6 tours)       | 12     | 2      |
| 6    | 16 | Innes Ireland          | Lotus-Climax    | 48    | 2 h 20 min 21 s 20 (+ 7 tours)       | 7      | 1      |
| 7    | 8  | Olivier Gendebien      | Cooper-Climax   | 46    | 2 h 21 min 32 s 10 (+ 9 tours)       | 14     |        |
| Dsq. | 12 | Stirling Moss          | Lotus-Climax    | 50    | Disqualifié                          | 4      |        |
| Abd. | 32 | Mário de Araújo Cabral | Cooper-Maserati | 37    | Accident                             | 15     |        |
| Abd. | 18 | John Surtees           | Lotus-Climax    | 36    | Radiateur                            | 1      |        |
| Abd. | 26 | Phil Hill              | Ferrari         | 29    | Accident                             | 10     |        |
| Abd. | 24 | Dan Gurney             | BRM             | 24    | Soupape                              | 2      |        |
| Abd. | 30 | Masten Gregory         | Cooper-Maserati | 21    | Boîte de vitesses                    | 11     |        |
| Abd. | 22 | Graham Hill            | BRM             | 8     | Boîte de vitesses                    | 5      |        |
| Abd. | 20 | Jo Bonnier             | BRM             | 6     | Moteur                               | 13     |        |
| Np.  | 10 | Henry Taylor           | Cooper-Climax   | 0     | Accidenté aux essais                 |        |        |

Légende:
- Légende: Abd.=Abandon - Np.=Non partant

### Pole position et record du tour
- Pole position :  John Surtees en 2 min 25 s 56 (vitesse moyenne : 183,190 km/h). Temps réalisé lors de la séance d'essais du samedi 13 août[12].
- Meilleur tour en course :  John Surtees en 2 min 27 s 53 (vitesse moyenne : 180,744 km/h) au trente-troisième tour.

### Tours en tête
- Dan Gurney : 10 tours (1-10)
- John Surtees : 25 tours (11-35)
- Jack Brabham : 20 tours (36-55)

## Classement général à l'issue de la course
- Attribution des points : 8, 6, 4, 3, 2, 1 respectivement aux six premiers de chaque épreuve.
- Pour la coupe des constructeurs, même barème mais seule la voiture la mieux classée de chaque équipe inscrit des points. Les 500 miles d'Indianapolis ne sont pas pris en compte pour cette coupe, la course n'étant pas ouverte aux monoplaces de formule 1.
- Seuls les six meilleurs résultats sont comptabilisés. Chez les constructeurs, Cooper-Climax doit donc décompter les six points acquis à Monaco et Lotus-Climax doit décompter le point acquis en Argentine.
- Le règlement permet aux pilotes de se relayer sur une même voiture, les points éventuellement acquis étant alors perdus pour pilotes et constructeur[12].

| Pos. | Pilote             | Écurie   | Points | ARG | MON | 500 | NL | BEL | FRA | GBR | POR | ITA | USA |
| ---- | ------------------ | -------- | ------ | --- | --- | --- | -- | --- | --- | --- | --- | --- | --- |
| 1    | Jack Brabham       | Cooper   | 40     | -   | -   | -   | 8  | 8   | 8   | 8   | 8   |     |     |
| 2    | Bruce McLaren      | Cooper   | 33     | 8   | 6   | -   | -  | 6   | 4   | 3   | 6   |     |     |
| 3    | Innes Ireland      | Lotus    | 12     | 1   | -   | -   | 6  | -   | -   | 4   | 1   |     |     |
| 4    | Stirling Moss      | Lotus    | 11     | -   | 8   | -   | 3  | -   | -   | -   | -   |     |     |
| 5    | Olivier Gendebien  | Cooper   | 10     | -   | -   | -   | -  | 4   | 6   | -   | -   |     |     |
| 6    | Jim Rathmann       | Watson   | 8      | -   | -   | 8   | -  | -   | -   | -   | -   |     |     |
|      | Jim Clark          | Lotus    | 8      | -   | -   | -   | -  | 2   | 2   | -   | 4   |     |     |
|      | Wolfgang von Trips | Ferrari  | 8      | 2   | -   | -   | 2  | -   | -   | 1   | 3   |     |     |
| 9    | Phil Hill          | Ferrari  | 7      | -   | 4   | -   | -  | 3   | -   | -   |     |     |     |
|      | Tony Brooks        | Cooper   | 7      | -   | 3   | -   | -  | -   | -   | 2   | 2   |     |     |
| 11   | Cliff Allison      | Ferrari  | 6      | 6   | -   | -   | -  | -   | -   | -   | -   |     |     |
|      | Rodger Ward        | Watson   | 6      | -   | -   | 6   | -  | -   | -   | -   | -   |     |     |
|      | John Surtees       | Lotus    | 6      | -   | -   | -   | -  | -   | -   | 6   | -   |     |     |
| 14   | Paul Goldsmith     | Epperly  | 4      | -   | -   | 4   | -  | -   | -   | -   | -   |     |     |
|      | Graham Hill        | BRM      | 4      | -   | -   | -   | 4  | -   | -   | -   | -   |     |     |
| 16   | Carlos Menditéguy  | Cooper   | 3      | 3   | -   | -   | -  | -   | -   | -   | -   |     |     |
|      | Don Branson        | Phillips | 3      | -   | -   | 3   | -  | -   | -   | -   | -   |     |     |
|      | Henry Taylor       | Cooper   | 3      | -   | -   | -   | -  | -   | 3   | -   | -   |     |     |
| 19   | Joakim Bonnier     | BRM      | 2      | -   | 2   | -   | -  | -   | -   | -   | -   |     |     |
|      | Johnny Thomson     | Lesovsky | 2      | -   | -   | 2   | -  | -   | -   | -   | -   |     |     |
|      | Richie Ginther     | Ferrari  | 2      | -   | 1   | -   | 1  | -   | -   | -   | -   |     |     |
| 22   | Eddie Johnson      | Trevis   | 1      | -   | -   | 1   | -  | -   | -   | -   | -   |     |     |
|      | Lucien Bianchi     | Cooper   | 1      | -   | -   | -   | -  | 1   | -   | -   | -   |     |     |
|      | Ron Flockhart      | Lotus    | 1      | -   | -   | -   | -  | -   | 1   | -   | -   |     |     |

| Pos. | Écurie          | Points  | ARG | MON | 500 | NL | BEL | FRA | GBR | POR | ITA | USA |
| ---- | --------------- | ------- | --- | --- | --- | -- | --- | --- | --- | --- | --- | --- |
| 1    | Cooper-Climax   | 48 (54) | 8   | (6) | -   | 8  | 8   | 8   | 8   | 8   |     |     |
| 2    | Lotus-Climax    | 28 (29) | (1) | 8   | -   | 6  | 2   | 2   | 6   | 4   |     |     |
| 3    | Ferrari         | 19      | 6   | 4   | -   | 2  | 3   | -   | 1   | 3   |     |     |
| 4    | BRM             | 6       | -   | 2   | -   | 4  | -   | -   | -   | -   |     |     |
| 5    | Cooper-Maserati | 3       | 3   | -   | -   | -  | -   | -   | -   | -   |     |     |

## À noter
- 7e victoire en championnat du monde pour Jack Brabham.
- 13e victoire en championnat du monde pour Cooper en tant que constructeur.
- 14e victoire en championnat du monde pour Climax en tant que motoriste.
- À l'issue de cette course et du boycott de l'épreuve suivante par les écuries britanniques, Jack Brabham remporte son second titre de Champion du Monde.